# مايكل وينتربوتوم
مايكل وينتربوتوم (بالإنجليزية: Michael Winterbottom)  (و. 1961  م) هو مخرج أفلام، ومونتير، وكاتب سيناريو بريطاني، ولد في بلاكبرن.

## التعليم
تعلم في جامعة برستل، وكلية باليول بجامعة اوكسفورد.

## وصلات خارجية
- مايكل وينتربوتوم على موقع IMDb (الإنجليزية)
- مايكل وينتربوتوم على موقع مونزينجر (الألمانية)
- مايكل وينتربوتوم على موقع ألو سيني (الفرنسية)
- مايكل وينتربوتوم على موقع تيرنر كلاسيك موفيز (الإنجليزية)
- مايكل وينتربوتوم على موقع أول موفي (الإنجليزية)
- مايكل وينتربوتوم على موقع بوكس أوفيس موجو (الإنجليزية)
- مايكل وينتربوتوم على موقع قاعدة بيانات الأفلام السويدية (السويدية)
- مايكل وينتربوتوم على موقع إن إن دي بي (الإنجليزية)
- مايكل وينتربوتوم على موقع قاعدة بيانات الفيلم (الإنجليزية)
- مايكل وينتربوتوم على موقع كينوبويسك (الروسية)